# Jerzy Dominik Lubomirski
Jerzy Dominik Lubomirski herbu Szreniawa bez Krzyża (ur. ok. 1665, zm. 27 lipca 1727 w Janowcu) – wojewoda krakowski od 1726 roku, podkomorzy nadworny koronny od 1702 roku, podstoli koronny w latach 1695–1702, generał-lejtnant dragonii I Rzeczypospolitej, pułkownik-komendant Regimentu Dragonii królowej, starosta kazimierski, olsztyński, rycki, bratkowski, uszycki, lipieński, starosta barski od 1702 roku.

## Życiorys
Był najmłodszym synem hetmana polnego koronnego Jerzego Sebastiana Lubomirskiego i Barbary z Tarłów.
Uczył się w szkołach jezuickich. W 1684 roku wziął udział w wojnie Ligi Świętej przeciwko Turcji. W 1685 uczestniczył w działaniach zgrupowania hetmana wielkiego koronnego Stanisława Jabłonowskiego na Bukowinie. Walczył z Tatarami w 1693 i 1695.
Poseł sejmiku lubelskiego na sejm zwyczajny 1688 roku, sejm  nadzwyczajny 1693 roku, sejm 1695 roku. Posłował na sejm walny z województwa lubelskiego w latach 1701, 1718, 1720, 1722. Poseł na sejm z limity 1719/1720 roku z województwa lubelskiego. 
Poseł lubelski na sejm konwokacyjny 1696 roku. W czasie elekcji 1696 roku opowiedział się za kandydaturą księcia Franciszka Ludwika Burbon-Conti, po czym udał się na Ukrainę, gdzie szukał poparcia Kozaków Semena Paleja. Ostatecznie uznał Augusta II i wziął udział w wyprawie podhajeckiej 1698.
W 1695 roku ożenił się z Urszulą Katarzyną Bokum. Gdy została ona oficjalną metresą Augusta II, król dla osłody obdarzył Lubomirskiego licznymi urzędami. W 1701 mianował go komendantem gwardii królewskiej, w 1702 został podkomorzym nadwornym koronnym. Drugą żoną była Magdalena z Tarłów, 1v. Franciszkowa Szembekowa, zm. w Dreźnie 1732. Z tego małżeństwa urodziło się dwóch synów Antoni Benedykt oraz Franciszek Ferdynand.
5 lipca 1697 roku podpisał w Warszawie obwieszczenie do poparcia wolnej elekcji, które zwoływało szlachtę na zjazd w obronie naruszonych praw Rzeczypospolitej. Poseł na sejm 1701 roku i sejm z limity 1701–1702 roku z województwa lubelskiego. W styczniu 1702 roku podpisał akt pacyfikacji Wielkiego Księstwa Litewskiego. Był członkiem konfederacji sandomierskiej 1704 roku.  W czasie III wojny północnej, przeszedł w 1704 roku do obozu Stanisława Leszczyńskiego. Od tego czasu jeszcze dwa razy zmieniał orientacje polityczne, by ostatecznie w 1710 stanąć u boku powracającego do kraju Augusta II. Był uczestnikiem Walnej Rady Warszawskiej 1710 roku. 
Wybrany posłem na Walną Radę Warszawską, zabiegał o oddanie przez Rosjan prawobrzeżnej Ukrainy.
W 1712 walczył z powstańcami kozackimi Filipa Orlika. W 1716 podjął się mediacji między konfederatami tarnogrodzkimi a Augustem II.
Na sejmie 1718 domagał się wycofania wojsk rosyjskich z Rzeczypospolitej. Poseł koronny województwa inflanckiego na sejm 1724 roku. W 1724 roku rozpatrywał okoliczności tumultu toruńskiego w komisji śledczej, uczestniczył w sądzie asesorskim i osobiście dopilnował egzekucji wysokiego wymiaru kary.
Był fundatorem bramy, wzniesionej w latach 1722–1723 na Jasnej Górze, zwanej od jego imienia Bramą Lubomirskich. Uznaniu zasług został przyjęty przez ojców paulinów do Konfraterni Jasnogórskiej.

## Odznaczenia
W 1715 odznaczony Orderem Orła Białego.